# 灸まん

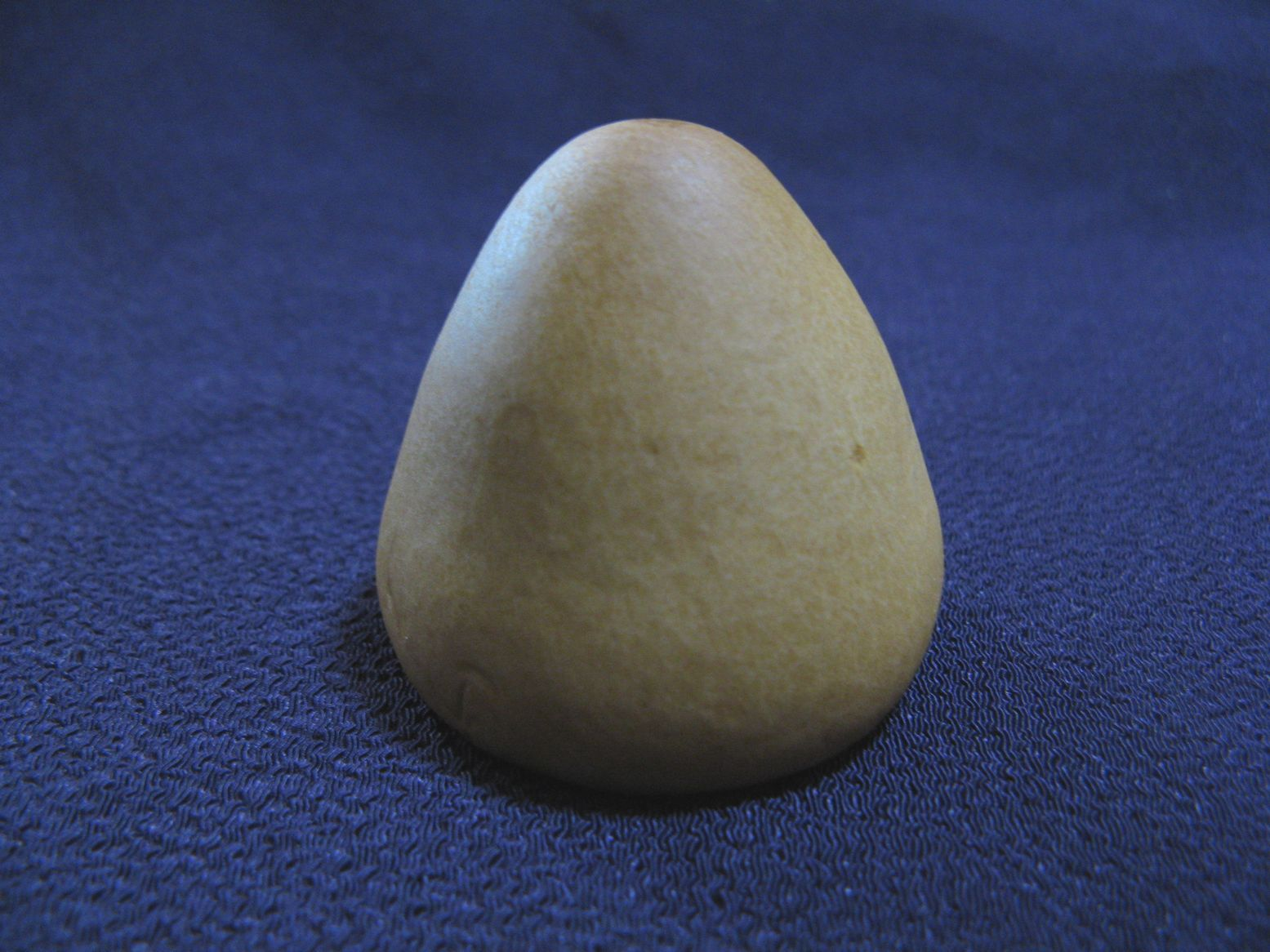
灸まん

灸まん（きゅうまん）は、金刀比羅宮（こんぴらさん）で知られる香川県仲多度郡琴平町の灸まん本舗石段や（株式会社こんぴら堂）で作られている和菓子。金刀比羅宮参詣の土産の代表格であり、また名物かまどなどと並び香川県を代表する土産菓子でもある。

## 概要
その名の通り、お灸（もぐさ）の形状をしており、饅頭の頂上部が丸く盛り上がった、やや円錐形に近い形をしている。鶏卵の黄身を使った餡を使用している。パッケージデザインは琴平町出身の画家・和田邦坊による。
石段やは、元は1765年（明和2年）に「麻田屋久八」として金刀比羅宮参道の石段に軒を連ねた旅籠であった。天保年間に、江戸の小金井小次郎という侠客がこの旅籠に泊まり、麻田屋の女中衆に当時麻田屋の名物として知れ渡っていた「金毘羅灸」を据えるよう所望した。小金井は非常に美男子だったため灸を据えるのに女中衆で取り合いになったという。結局灸を据えることになったある女中が特別柔らかい灸を据えたため、小金井は「こいつは甘めぇお灸だ」とは言ったものの、非常にこの灸が気に入ったらしく、以後「金毘羅灸」はますます評判を取ったという。
麻田屋の六代目の主人が屋号を「石段や」とし、旅籠より茶店に商売替えをする際、この逸話にとりお灸の形をした饅頭を創始したという。現在でも石段や本店の建物は金刀比羅宮参道において最も古い建築の一つである。
「灸まん」は2002年に熊本市で開かれた第24回全国菓子大博覧会において、最高賞である名誉総裁賞を受賞している。また、高松市の栗林公園内の茶亭・掬月亭でも茶菓子として出されている。
株式会社こんぴら堂では、「灸まんうどん」として讃岐うどんの製造販売や、「灸まん美術館」という美術館（琴平町の北隣の善通寺市に所在。和田邦坊画業館等を併設）の運営も行っている。